# Нафан

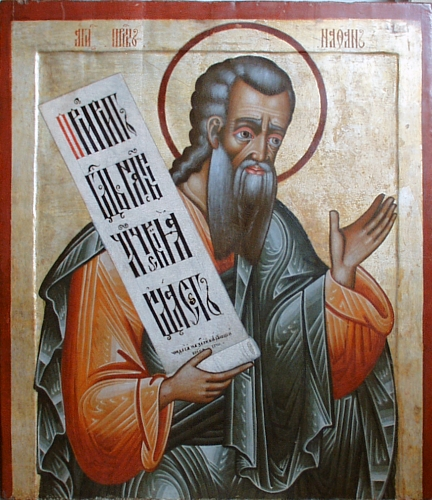
Пророк Нафан. Икона в Преображенской церкви, Кижи, Карелия

Нафан (ивр. נָתָן, греч. Νάθαν) — перешедшее в русский перевод Библии церковнославянское написание имени Натан.

## Библейские персонажи с именем Нафан
- Пророк Нафан, жил во времена царей Давида и Соломона, один из авторов книг Царств.
- Нафан, сын царя Давида и Вирсавии (2Цар. 5:14, 1Пар. 3:5 и 14:4), в Лук. 3:31 упомянут в родословии Иисуса Христа.
- Во 2Цар. 23:36 Нафан — имя отца Игала, одного из лучших воинов Давида. А в 3Цар. 4:5 — имя отцов Азарии и Завуфа, приближённых царя Соломона.
- В 1Пар. 2:36 Нафан сын Аттая упоминается в родословии колена Иудина, а в 1Пар. 11:38 упомянут ещё один Нафан, брат Иоиля, одного из воинов царя Давида.
- В Езд. 8:16 Нафан — один из израильтян, посланных Ездрой, чтобы призвать левитов переселиться из Вавилона в Иудею для служения в Иерусалимском храме. В Езд. 10:39 упомянут ещё один Нафан — один из тех, кто по требованию Ездры развёлся с чужеземной женой.
- В Зах. 12:12 Упоминается «племя дома Нафанова», после «племени дома Давидова», перед «племенем дома Левиина» и «племенем дома Симеонова» («И будет рыдать земля, каждое племя особо: …»).